# Rebel Moon - Parte 2: La guerrera que deja marca
Rebel Moon - Parte 2: La guerrera que deja marca (título original en inglés: Rebel Moon – Part Two: The Scargiver) es una película épica de guerra espacial estadounidense dirigida por Zack Snyder a partir de un guion que coescribió con Kurt Johnstad y Shay Hatten, basado en una historia concebida por Snyder. Es una secuela directa de Rebel Moon - Parte 1: La niña del fuego (2023) y la segunda parte de la saga de dos partes. La película tiene lugar en la luna de Veldt, donde Kora y su equipo de guerreros se aventuran a ayudar a los granjeros a defender y luchar por su hogar contra el Mundo Madre. Sofia Boutella, Djimon Hounsou, Ed Skrein, Michiel Huisman, Doona Bae, Ray Fisher, Staz Nair, Fra Fee, Elise Duffy, Charlotte Maggi, Stuart Martin, Cary Elwes y Anthony Hopkins repiten sus papeles de Primera parte: La niña de fuego.
La película se estrenó en Netflix el 19 de abril de 2024. La versión del director tiene una calificación R en Estados Unidos.

## Sinopsis
Kora y los guerreros supervivientes se preparan para defender Veldt, su nuevo hogar, junto a su gente contra el Reino. Los guerreros enfrentan su pasado y revelan sus motivaciones antes de que lleguen las fuerzas del Mundo Madre para aplastar la creciente rebelión.

## Elenco
| Actor                   | Personaje                             | Descripción                                                                                                |
| ----------------------- | ------------------------------------- | --- |
| Sofia Boutella          | Kora / Arthelais «la que deja marcas» | Exsoldado del Imperio que reúne a guerreros de toda la galaxia para luchar contra el Mundo Madre.          |
| Djimon Hounsou          | Titus                                 | Ex general del Imperio reclutado para liderar la lucha contra el Mundo Madre.                              |
| Ed Skrein               | Atticus Noble                         | Almirante y mano derecha de Balisarius. Kora lo mató antes de ser resucitado por el Imperio.               |
| Michiel Huisman         | Gunnar                                | Interés amoroso de Kora y un granjero que se une a ella en sus intentos de defender su mundo natal, Veldt. |
| Doona Bae               | Nemesis                               | Espadachín cyborg                                                                                          |
| Ray Fisher              | Darrian Bloodaxe                      | Guerrero y hermano de Devra reclutado por Kora                                                             |
| Staz Nair               | Tarak                                 | Noble convertido en herrero con la capacidad de vincularse con los animales de la naturaleza.              |
| Fra Fee                 | Regente Balisarius                    | Tirano y padre adoptivo de Kora que tomó el control del Mundo Madre.                                       |
| Elise Duffy             | Millius                               | Combatiente no binariorebelde reclutado bajo el mando de Darrian                                           |
| Anthony Hopkins         | Jimmy (voz)                           | Último miembro de una raza de caballeros mecánicos que servían al Rey.                                     |
| Dustin Ceithamer        | Jimmy (cuerpo)                        | |
| Alfonso Herrera         | Cassius                               | Guerrero del equipo de Noble.                                                                              |
| Stuart Martin           | Den                                   | Granjero y cazador local                                                                                   |
| Stella Grace Fitzgerald | Princesa Issa                         | |
| Cary Elwes              | Rey                                   | |
| Rhian Rees              | Reina                                 | |
| Charlotte Maggi         | Sam                                   | Granjera que da una cálida bienvenida a los forasteros que llegan a su aldea.                              |

## Producción

### Desarrollo
Rebel Moon  está inspirada en las obras de Akira Kurosawa, las películas de Star Wars y revistas de heavy metal. Johnstad y Snyder concibieron la historia de la película en 1997. El desarrollo del proyecto empezó como una idea para una película de Star Wars que Snyder presentó a Lucasfilm, poco antes de la venta de Lucasfilm a The Walt Disney Company en 2012.

### Posproducción
Se reveló que los títulos de las dos partes eran Parte uno: La niña de fuego y Parte dos: La guerrera que deja marca en los avances publicados en la Gamescom en agosto de 2023.  En marzo de 2024 se publicó el tráiler oficial.

## Música
El compositor Tom Holkenborg regresó para componer la partitura de la película, luego de servir como compositor de Rebel Moon - Parte 1: La niña del fuego. En marzo de 2024, se anunció que se lanzaría una lista de canciones llamada «Songs of the Rebellion», basada en los personajes del universo Rebel Moon. La banda sonora cuenta con varios artistas, incluidos Jessie Reyez, Tokischa, Tainy, Aespa, Tokimonsta, Black Coffee y Kordhell. Su lanzamiento se produjo el 5 de abril de 2024.

## Estreno
La película se estrenó en Netflix el 19 de abril de 2024.